# Frank Amankwah
Frank Amankwah (Obuasi, 29 december 1971) is een Ghanees voormalig voetballer die als verdediger speelde.
Hij speelde van 1990 tot 1996 voor Asante Kotoko. Daarna speelde hij een seizoen in Duitsland voor FC Gütersloh en stond hij in Nederland twee seizoenen onder contract bij AZ. Na in het seizoen 1999/00 voor Iraklis Saloniki in Griekenland gespeeld te hebben, ging hij terug naar Asante Kotoko waar hij zijn loopbaan in 2004 besloot.
Amankwah won op de Olympische Zomerspelen 1992 in Barcelona met de Ghanese ploeg een bronzen medaille. Hij kwam 33 keer uit voor het Ghanees voetbalelftal.